# Allochrocebus
Allochrocebus és un gènere de micos de la família dels cercopitècids. Aquest gènere es va separar de Cercopithecus després d'anàlisis genètiques que van confirmar que aquestes espècies eren diferents i més properes a altres gèneres. En efecte, són cercopitecs terrestres, les espècies arbòries que formen avui només el gènere Cercopithecus.

## Classificació
Llista d'espècies actuals segons ITIS:
- Allochrocebus preussi (Matschie, 1898)
- Allochrocebus lhoesti (Sclater, 1899)
- Allochrocebus solatus (Harrison, 1988)